# Anjuta (Software)
Anjuta ist eine freie integrierte Entwicklungsumgebung (IDE) für den Gnome-Desktop. Das Projekt wurde 1999 von dem Inder Naba Kumar initiiert, der es nach seiner Freundin benannte. Es kann als Pendant zum KDE-Projekt KDevelop angesehen werden. Im Mai 2022 wurde das Projekt aufgrund des Mangels an Maintainern eingestellt.
Anjuta bietet unter anderem:
- Projektmanagement und Buildmanagement für C und C++
- Java, JavaScript, Python und Vala werden begrenzt und ohne Projektmanagement unterstützt
- Assistenten zur Generierung von GTK- und Gnome-Applikationen
- Funktionen, Klassen, Structs etc. können über einen Symbolbrowser schnell eingesehen werden
- Assistent zur Projektgenerierung
- automatische Erstellung von Makefiles
- Editor mit Syntaxhervorhebung, automatischer Quelltextformatierung und -vervollständigung, mittels Scintilla oder ab Version 2.2 auch mittels GtkSourceView-Widget
- integrierter, auf dem GNU Debugger basierender, Debugger
- Unterstützung von Plug-ins
- auf Glade aufbauender GTK-GUI-Designer

## Versionierung
Mit der Version 2.5.90 erschien die letzte nach diesem Nummernsystem. Danach wurden die Versionsnummern an die des Gnome-Projektes angepasst und mit Erscheinen der nächsten Version auf 2.23.91 angehoben.